# Marmite perpétuelle

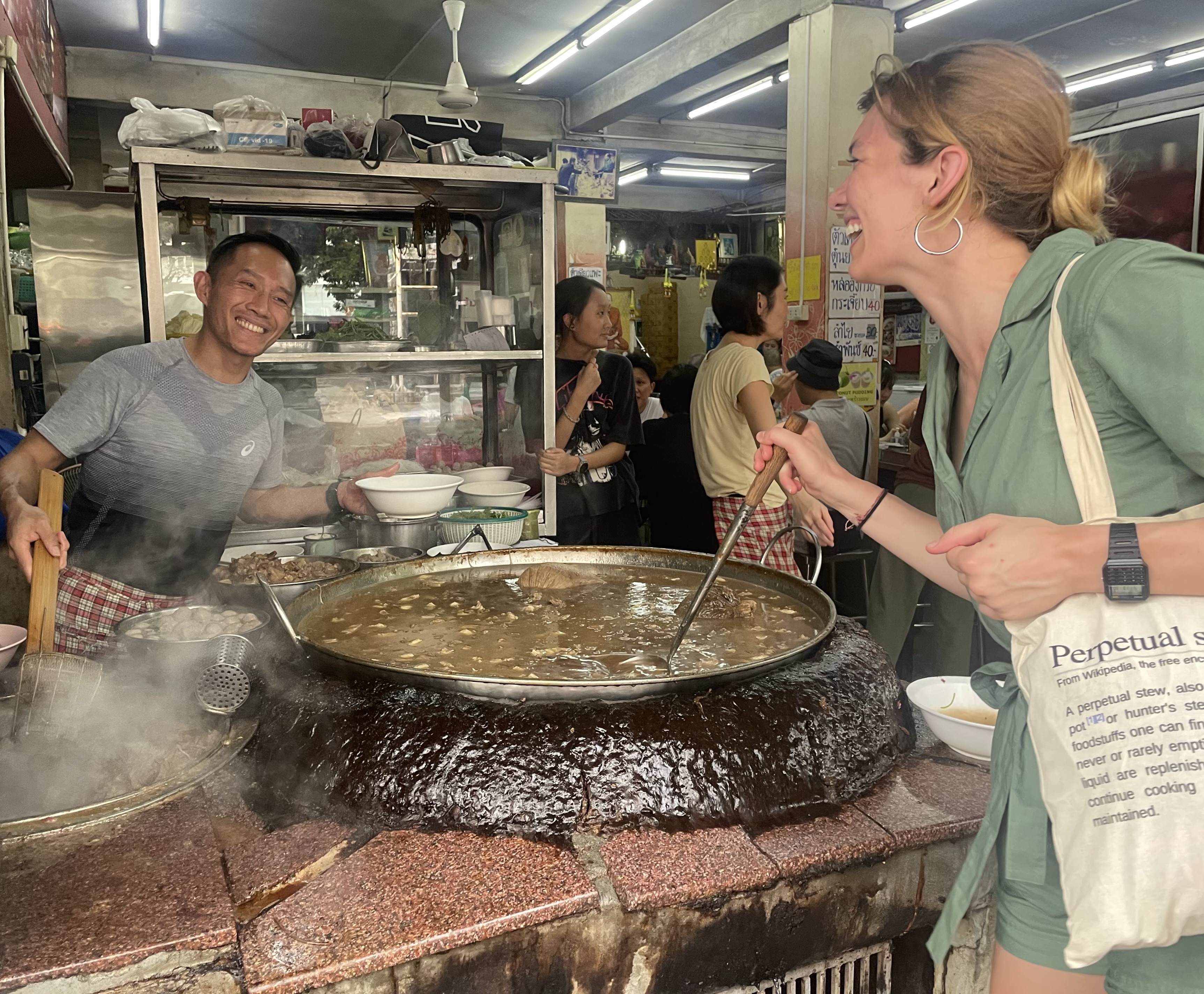
Une marmite perpétuelle à Bangkok.

Une marmite perpétuelle, également connue sous le nom de ragoût perpétuel, est une marmite dans laquelle les aliments sont placés et cuits en continu.
La marmite n'est jamais ou rarement vidée complètement et les ingrédients et le liquide sont réapprovisionnés si nécessaire. Ces aliments peuvent continuer à cuire pendant des décennies ou plus s'ils sont correctement entretenus.
Le concept est souvent un élément commun dans les descriptions des auberges médiévales.
La tradition du ragoût perpétuel reste répandue dans les pays d'Asie du Sud et de l'Est. Des exemples notables incluent, en 2024, une soupe de nouilles servie par Wattana Panich à Bangkok en Thaïlande, qui est cuisinée depuis plus de quarante-neuf ans et un bouillon d'otafuku à Asakusa au Japon, qui sert le même bouillon (oden) quotidiennement depuis 1945.